# 李龙 (足球运动员)
李龙（1998年1月23日—），朝鲜族，出生于中国吉林省延边州，足球运动员。目前效力于延边富德队，司职后卫。

## 俱乐部生涯
李龙于2017年晋升至延边富德队一线队，这象征着李龙职业足球生涯的开端。2017年4月29日，李龙在延边富德队1:0主场战胜长春亚泰队的比赛中以U23球员的身份首发登场，这是他职业足球生涯中的首秀，但在开场不到11分钟时就被换下场。

## 个人生活
李龙的双胞胎兄弟李强也是一名足球运动员，目前效力于延边富德预备队。

## 统计数据
以下数据来自搜达体育，更新至2017赛季。
| 俱乐部 | 俱乐部   | 俱乐部 | 联赛   | 联赛   | 杯赛   | 杯赛   | 超级杯 | 超级杯 | 洲际比赛 | 洲际比赛 | 总计   | 总计   |
| 赛季   | 俱乐部   | 联赛   | 出场数 | 进球数 | 出场数 | 进球数 | 出场数 | 进球数 | 出场数   | 进球数   | 出场数 | 进球数 |
| 中国   | 中国     | 中国   | 联赛   | 联赛   | 足协杯 | 足协杯 | 超级杯 | 超级杯 | 亚冠     | 亚冠     | 总计   | 总计   |
| ------ | -------- | ------ | ------ | ------ | ------ | ------ | ------ | ------ | -------- | -------- | ------ | ------ |
| 2017   | 延边富德 | 中超   | 21     | 0      | 1      | 0      | -      | -      | -        | -        | 22     | 0      |
| 总计   | 中国     | 中国   | 21     | 0      | 1      | 0      | 0      | 0      | 0        | 0        | 22     | 0      |